# Pristimantis lasalleorum
Espèce
Synonymes
- Eleutherodactylus lasalleorum Lynch, 1995

Statut de conservation UICN

 EN  : En danger
Pristimantis lasalleorum est une espèce d'amphibiens de la famille des Craugastoridae.

## Répartition
Cette espèce est endémique du département d'Antioquia en Colombie. Elle se rencontre à Urrao entre 3 700 et 3 850 m d'altitude sur le páramo de Frontino dans la cordillère Occidentale.

## Publication originale
- Lynch, 1995 : Three new species of Eleutherodactylus (Amphibia: Leptodactylidae) from paramos of the Cordillera Occidental of Colombia. Journal of Herpetology, vol. 29, no 4, p. 513-521.